# Anton Hueber (Politiker, 1861)

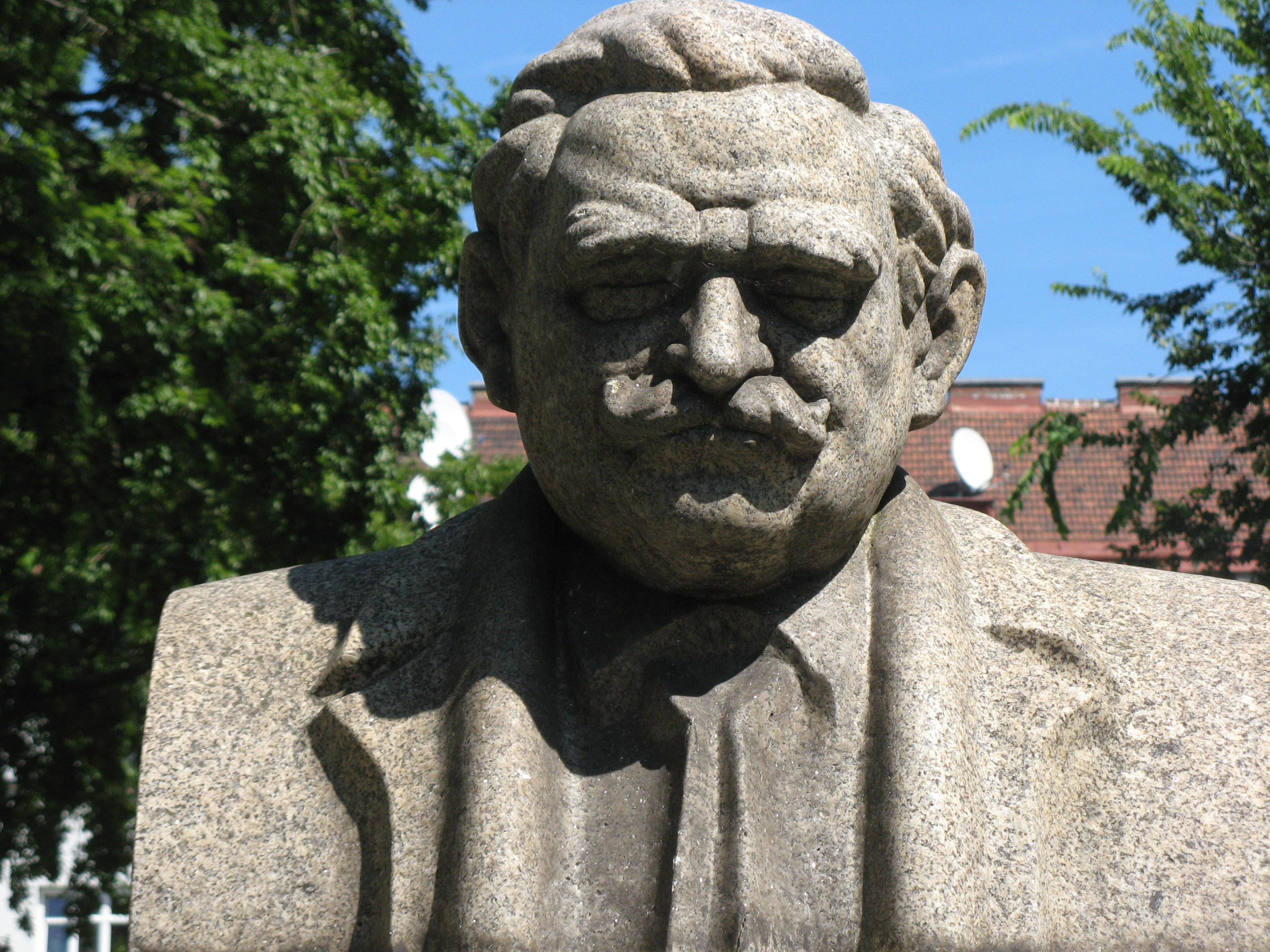
Büste Anton Huebers von Mario Petrucci (1953) im Hueber-Hof

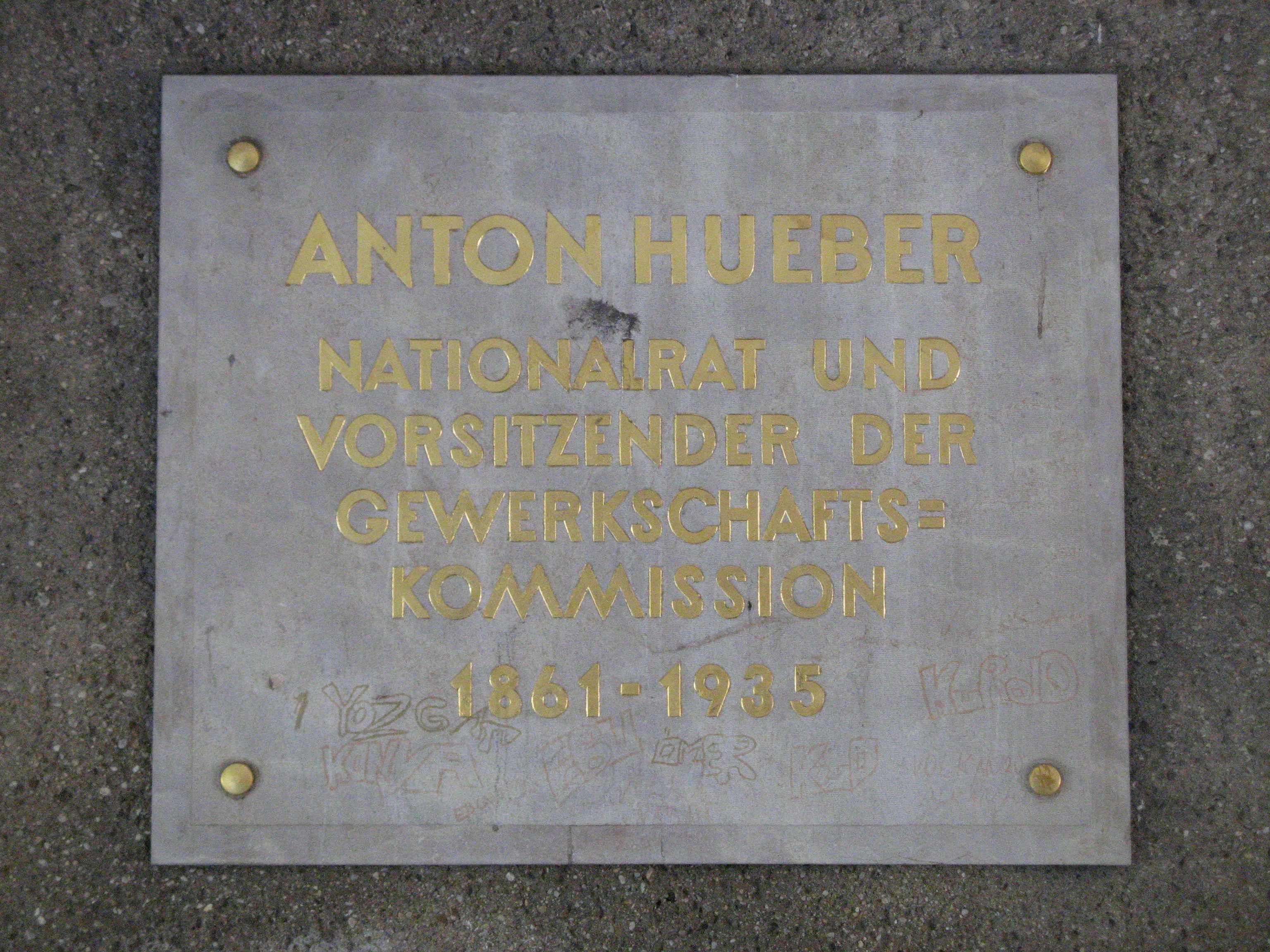
Gedenktafel im Hueber-Hof

Anton Hueber (* 26. September 1861 in Taus, Kaisertum Österreich; † 9. Juli 1935 in Wien) war ein sozialdemokratischer Gewerkschaftsführer und Politiker in Österreich-Ungarn und der Ersten Republik.

## Leben
Der Drechsler Anton Hueber war Gründungsmitglied der überregionalen Reichsgewerkschaftskommission in Cisleithanien (1893) und fungierte ab 1895 als deren Sekretär. Im Zuge der Zentralisierung der Bewegung entwickelte er sich zum wichtigsten Gewerkschaftsrepräsentanten im Habsburgerstaat. Nach dem weitgehenden Zusammenbruch und Wiederaufschwung der Gewerkschaften 1914–1918 übernahm Hueber in der Ersten Republik – neben seinen Gewerkschaftsfunktionen – auch verschiedene öffentliche Ämter (Konstituierende Versammlung, Nationalrat und Bundesrat). 1928 wurde er schließlich der erste Vorsitzende der nun zum Bund freier Gewerkschaften zusammengefassten sozialistischen Gewerkschaftsbewegung.
Anton Hueber war Vormund der späteren Nationalratsabgeordneten Anna Boschek. Nach ihm wurde eine städtische Wohnhausanlage in der Quellenstraße 24B Hueber-Hof benannt, in dessen Hof sich eine Denkmalbüste Huebers von Mario Petrucci aus dem Jahr 1953 befindet. Außerdem erinnert eine Gedenktafel in der Hofeinfahrt an den Gewerkschafter. 2015 wurde auf dem Hütteldorfer Friedhof ein Ehrengrab für Anton Hueber enthüllt, das im Rahmen eines Wettbewerbs von Steinmetzlehrlingen gestaltet wurde.

## Bedeutung
In die vier Jahrzehnte, in welchen Hueber die zentrale Stellung in der cisleithanischen, bzw. österreichischen Gewerkschaftsbewegung einnahm, fallen deren Aufstieg und Durchbruch zur modernen Organisationsform der ArbeiterInnenschaft (Organisationsgrad ab 1906 ca. 20 %), die Spaltung der Organisation durch eine gegen den „Wiener Zentralismus“ gerichtete Prager Opposition tschechischer Gewerkschafter, die Unterordnung der Gewerkschaften unter die Kriegspolitik, ihr Wiederaufschwung zur Massenkraft in der österreichischen Gesellschaft (Mitgliedschaft 1921 und 1922 mehr als 1.000.000=1/5 der gesamten Bevölkerung), sowie die Krise und schließlich die Unterdrückung der Bewegung 1934.